# Campionat d'Europa de bàsquet masculí de 1935
L'edició I del Campionat d'Europa de bàsquet masculí se celebrà a Suïssa del 2 al 5 de maig del 1935 a la ciutat de Ginebra. El campionat va comptar amb la participació de 10 seleccions nacionals.

## Partit de classificació
Abans de la celebració del campionat, es disputà un partit entre Espanya i Portugal, del qual el guanyador participaria en el campionat:
| Data     | Partit  | Partit | Partit   | Resultat |
| -------- | ------- | ------ | -------- | -------- |
| 15.04.35 | Espanya | -      | Portugal | 33-12    |

## Ronda preliminar a partit únic[3]
Els equips perdedors passaven a la ronda de classificació entre el 5è i el 10è lloc. Tres del cinc guanyadors passaven directament a la semifinal, mentre que el quart semifinalista es decidia pel guanyador d'un partit addicional entre els dos guanyadors. El perdedor d'aquest últim partit també passava a la rona de classificació.
| Data                        | Partit         | Partit | Partit   | Resultat |
| --------------------------- | -------------- | ------ | -------- | -------- |
| --.05.35                    | Letònia        | -      | Hongria  | 46-12    |
| --.05.35                    | Itàlia         | -      | Bulgària | 42-23    |
| --.05.35                    | Suïssa         | -      | Romania  | 42-9     |
| --.05.35                    | Txecoslovàquia | -      | França   | 23-21    |
| 02.05.35                    | Espanya        | -      | Bèlgica  | 25-17    |
| --.05.35(Partit addicional) | Suïssa         | -      | Itàlia   | 27-17    |

## Ronda de classificació entre el 5è i el 10è lloc
Itàlia i Bèlgica passaren directament a les eliminatòries entre el 5è i el 8è lloc

### Primera ronda
Els guanyadors passaven a les eliminatòries entre el 5è i el 8è lloc, mentre que els perdedors disputarien un partit addicional pel 9è lloc.
| Data     | Partit   | Partit | Partit  | Resultat |
| -------- | -------- | ------ | ------- | -------- |
| --.05.35 | Bulgària | -      | Hongria | 22-19    |
| --.05.35 | França   | -      | Romania | 66-23    |

### Segona ronda

#### Partit pel 9è lloc
| Data     | Partit  | Partit | Partit  | Resultat |
| -------- | ------- | ------ | ------- | -------- |
| --.05.35 | Hongria | -      | Romania | 24-17    |

#### Eliminatòries entre el 5è i el 8è lloc
|  | Semifinals | Semifinals |    |        | Final       | Final |
|  |            |            |    |        |             |       |
|  |            |            |    |        |             |       |
|  | França     | 29         |    |        |             |       |
|  | Itàlia     | 27         |    |        |             |       |
|  |            |            |    |        |             |       |
|  |            |            |    |        |             |       |
|  |            |            |    |        | França      | 49    |
|  |            | Bèlgica    | 30 |        |             |       |
|  |            |            |    |        |             |       |
|  |            |            |    |        |             |       |
|  |            |            |    |        | Tercer lloc |       |
|  |            |            |    |        |             |       |
|  | Bèlgica    | 29         |    | Itàlia | 35          |       |
|  | Bulgària   | 11         |    |        | Bulgària    | 22    |

## Eliminatòries pel títol
|  | Semifinals     | Semifinals |    |                | Final       | Final |
|  |                |            |    |                |             |       |
|  |                |            |    |                |             |       |
|  | Letònia        | 28         |    |                |             |       |
|  | Suïssa         | 19         |    |                |             |       |
|  |                |            |    |                |             |       |
|  |                |            |    |                | 4 de maig   |       |
|  |                |            |    |                | Letònia     | 24    |
|  |                | Espanya    | 18 |                |             |       |
|  |                |            |    |                |             |       |
|  |                |            |    |                |             |       |
|  |                |            |    |                | Tercer lloc |       |
|  |                |            |    |                |             |       |
|  | Espanya        | 21         |    | Txecoslovàquia | 25          |       |
|  | Txecoslovàquia | 17         |    |                | Suïssa      | 23    |

## Medaller
|         |         |                |
| Letònia | Espanya | Txecoslovàquia |

## Classificació final[4]
| 1. - Letònia        |
| 2. - Espanya        |
| 3. - Txecoslovàquia |
| 4. - Suïssa         |
| 5. - França         |
| 6. - Bèlgica        |
| 7. - Itàlia         |
| 8. - Bulgària       |
| 9. - Hongria        |
| 10. - Romania       |

## Trofeus individuals

### Millor jugador (MVP)[5]
| MVP                   |
| Espanya Rafael Martín |

### Màxim anotador del campionat[6]
| MVP                       |
| Itàlia Livio Franceschini |

## Plantilla dels 4 primers classificats
| Or | Argent | Bronze | Quart                                                                                             |
| Letònia Eduards Andersons · Aleksejs Anufrejevs · Mārtiņš Grundmanis · Herberts Gubiņš · Rūdolfs Jurciņš · Jānis Lidmanis · Džems Raudziņš · Visvaldis Melderis · Edgars Rūja · (Ent.: Valdemārs Baumanis) | Espanya Emilio Alonso Arbeleche · Pedro Alonso Arbeleche · Juan Carbonell · Rafael Martín · Armando Maunier · Fernando Muscat · Cayetano Ortega · Rafael Ruano · (Ent.: Mariano Manent) | Txecoslovàquia Jiří Ctyroki · Jan Feřtek · Josef Franc · Josef Klíma · Josef Moc · František Picek · Václav Voves | Suïssa R. Karlen · R Lambercy · Mottier · J. Pare · John Pollet · Radle · Sidler · M. Wuilleumier |